# Anfiteatro de Córdoba
El anfiteatro de Córdoba es un antiguo anfiteatro romano situado en la ciudad de Córdoba (España). Construido en el siglo I, es el anfiteatro más grande conocido de Hispania y el tercero más grande de todo el imperio tras el Coliseo y el anfiteatro de Cartago, aunque en el momento de su construcción fue el más grande nunca construido. El anfiteatro estuvo en activo hasta principios del siglo IV.

## Historia
El edificio fue construido en la época julio-claudia, a mediados del siglo I, siendo en ese momento el más grande nunca construido. Posteriormente, en el siglo IV, el edificio fue abandonado  y sus materiales comenzaron a ser expoliados.
En noviembre de 2002, durante la cata arqueológica realizada en los terrenos que rodean al edificio del rectorado de la Universidad de Córdoba, se analizaron los restos de los que hasta ese momento se pensaba que era el segundo circo romano de la ciudad. No obstante, debido a su planta elíptica y al descubrimiento de varias inscripciones de gladiadores se acabó determinando que en realidad se trataban de los restos del anfiteatro romano, cuya existencia se conocía pero no se sabía el lugar donde había estado situado.

## Descripción
Los restos del anfiteatro cordubense se localizan bajo la antigua Facultad de Veterinaria, posteriormente Rectorado de la Universidad de Córdoba, en el que fue suburbio occidental, apenas a 200 metros de distancia del recinto amurallado, y junto a la vía Hispalis-Corduba, fosilizada en la actual Avenida Medina Azahara.
El edificio tenía planta elíptica, con cimientos de sillería estructurada en grandes casetones que sirvieron de apoyo al graderío. Su eje mayor mide unos 178 metros y su eje menor unos 140 metros. La grada se dividía en tres partes (la Ima Cavea, la Media Cavea y la Summa Cavea) alcanzando una altitud de 20 metros. Poseía una capacidad de aforo aproximada de entre 30 000 y 40 000 espectadores.